# Đường sắt Tân Ấp - Xóm Cục
Đường sắt Tân Ấp - Xóm Cục là một tuyến đường sắt và cáp treo được xây dựng từ thời Pháp thuộc, nối với đường sắt Bắc Nam tại ga Tân Ấp đến Ga Xóm Cục và đi sang Lào . Tuyến đường này ngừng hoạt động trong thời năm 1950 nhưng hiện đang có kế hoạch khôi phục lại theo dự án tuyến Đường sắt Vũng Áng - Mụ Giạ .

## Lịch Sử
Năm 1922, Toàn quyền Đông Dương Martial Merlin, với mục đích đẩy nhanh khai thác thuộc địa tại Liên Bang Đông Dương, đã cùng với các kỹ sư Pháp lên kế hoạch xây dựng một tuyến đường sắt kết nối Phnom Penh, Viêng Chăn tới Hà Nội và Sài Gòn. Năm 1927 kế hoạch xây dựng được hoàn thành với 2 tuyến đường sắt là Sài Gòn-Lộc Ninh kết nối với Campuchia và Tân Ấp-Thà Khẹc với 187 km đường sắt từ Tân Ấp (xã Hương Hóa, huyện Tuyên Hóa, tỉnh Quảng Bình) đến Thà Khẹc ở Lào. Tuy nhiên do địa hình hiểm trở nên đoạn Xóm Cục-Bản Na Phao được đổi thành cáp treo và được giao cho Công ty Ernest Heckel xây dựng.
Năm 1929 thì người Pháp khởi công tuyến đường sắt Tân Ấp-Thà Khẹc và xây dựng cùng lúc đoạn Tân Ấp-Xóm Cục (18 km) và Thà Khẹc-Bản Na Phao (16 km). Đến năm 1930 thì vì lý do thiếu ngân sách, tuyến đường sắt Thà Khẹc-Bản Na Phao bị tạm ngừng thi công.
Năm 1931, tuyến cáp treo Xóm Cục-Bản Na Phao được hoàn thành . Tuyến cáp treo nối Xóm Cục đến bản Banaphao qua đèo Mụ Giạ dài 39 km, được xem là tuyến cáp treo dài nhất thế giới thời điểm lúc bấy giờ (sau này bị Cáp treo Hòn Thơm vượt kỉ lục) . Tuyến này có 7 trạm dừng chân gồm Xóm Cục, Cha Mác (Y Leng), Xóm Man, Bãi Dinh, Pou Toc Vou, Mụ Giạ và Banaphao. Tuyến cáp treo hay còn gọi là "không trung thiết lộ" gồm hệ thống các trụ đỡ bằng bê tông cốt thép cao 12m, cáp treo và trục quay dây tời.
Không những khó khăn về địa hình, thời tiết, công nghệ, thiết bị mà vốn đầu tư cũng thiếu nên đến tháng 9/1932 chính quyền Pháp đã ra lệnh đình chỉ việc đặt đường ray khi vừa mới được bắt đầu. 
Song "vì sợ những phản ứng của công nhân bị mất việc một cách tàn nhẫn, các nhà chức trách đã thay đổi ý kiến và đoạn từ Tân Ấp đi Xóm Cục cuối cùng được đưa vào khai thác vào ngày 13/9/1933 để mỗi ngày chỉ có một đoàn tàu gồm một toa khách hạng tư và hai toa hàng"(4).
Ngày 18/12/1933, tuyến đường sắt Tân Ấp-Xóm Cục được hoàn thành, và bắt đầu vận chuyển hàng khách và hàng hóa giữa Tân Ấp-Bản Na Phao. 
Theo tư liệu cũ, tuyến Tân Ấp-Thà Khẹt phải vượt qua độ cao 400m, bao gồm hàng chục cái cầu và 5 căn hầm, hầm dài nhất là 650m. Tuyến đường sắt độc đáo này hiện vẫn còn dấu tích ở vùng miền núi phía Tây Quảng Bình.
Ở điểm cuối cùng Banaphao, hàng hóa được chuyển bằng đường bộ đến Thà Khẹt (Lào) cách Tân Ấp 187 km. Tuyến cáp treo này chính thức đi vào hoạt động từ ngày 18/12/1933 nhưng hiệu quả không cao vì thời tiết khắc nghiệt, địa hình hiểm trở, chi phí duy tu, bảo dưỡng quá lớn.
Giữa những năm 1933-1937, người Pháp đã nhiều lần khởi công lại tuyến đường sắt Thà Khẹc-Bản Na Phao và lên ý tưởng cho tuyến đường sắt Xóm Cục-Bản Na Phao thế nhưng tất cả đều bị tạm ngừng. Tháng 10/1937 người Pháp đã quyết định cho hủy dự án Xóm Cục-Khà Thẹc. Tuy nhiên vào những năm 1942-1945 tuyến đường sắt lại một lần nữa được khởi công thế nhưng đều bị hủy.
Đến năm 1947, tuyến đường sắt bị phá hoại nghiêm trọng bởi quân đội Viêt Minh, vì thế tuyến đường sắt được ngưng sử dụng và bỏ hoang. Đến năm 1948 thì người Pháp có ý định phục hồi tuyến đường sắt nhưng lại bị hủy ít lâu sau đó, Sau chiến tranh thế giới lần thứ hai, toàn bộ nền đường, cầu, hầm của tuyến này đã hoàn thành, chỉ còn đặt ray, nhưng đã bị đình chỉ hoàn toàn. Việc hủy bỏ đã kéo theo sự đình trệ một đề án khác ở Đông Dương, tuyến đường này luôn bị Việt Minh phá hủy và hư hỏng hoàn toàn vào năm 1947. Tuyến đường sắt sau đó bị bỏ hoang, đến những năm 1990 thì không còn tồn tại . 

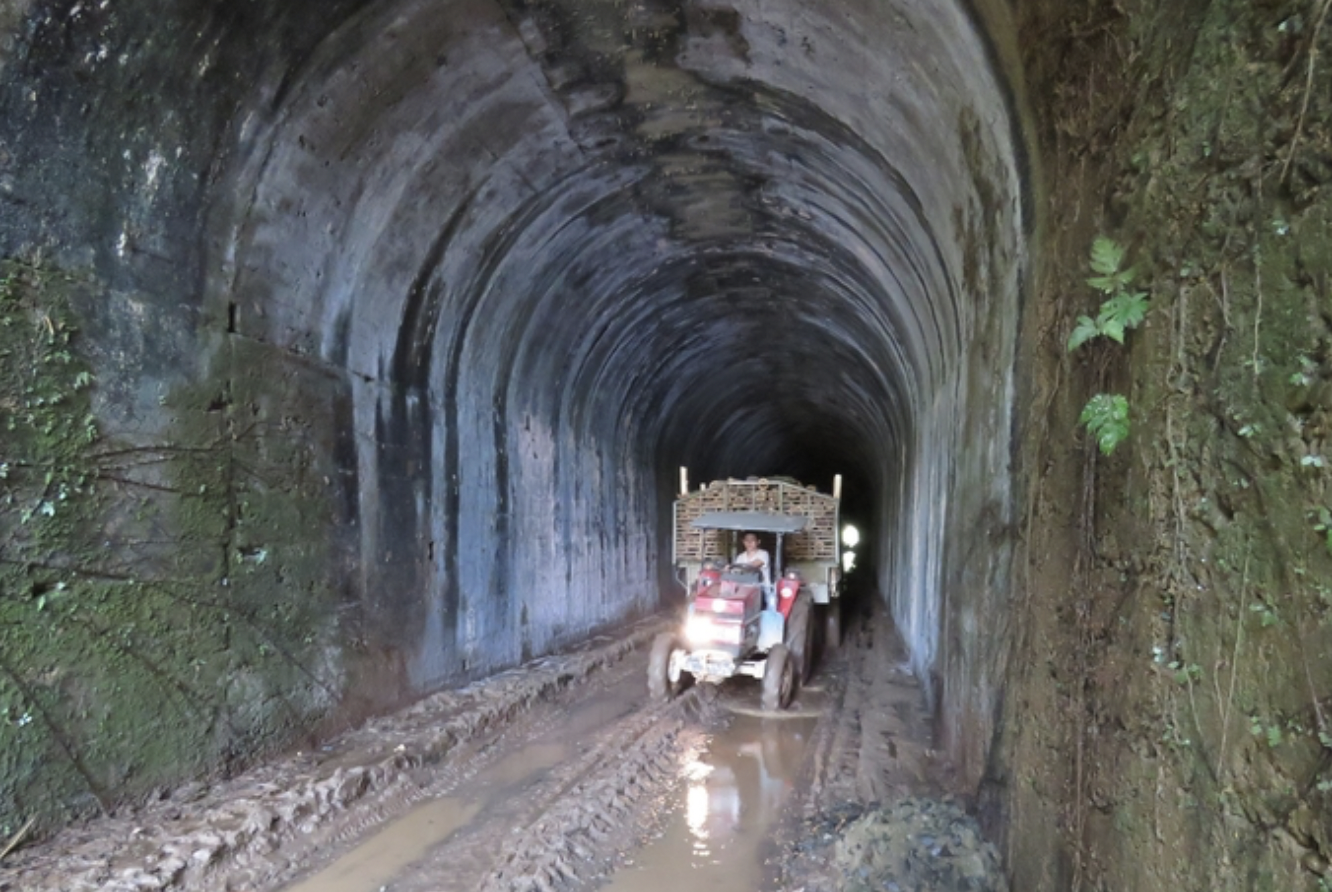
Thanh Lang tunnel

## Khôi phục
Đường sắt Viêng Chăn - Vũng Áng sẽ không chỉ kết nối thủ đô Viêng Chăn với một cảng biển, mà còn kết nối đường sắt Viêng Chăn – Boten với cảng biển này. Năm 2015, một nghiên cứu khả thi đã được bắt đầu, với 3 triệu đô la từ Cơ quan Hợp tác Quốc tế Hàn Quốc (KOICA). Các chuyên gia Lào, Việt Nam và Hàn Quốc đã thực hiện nghiên cứu và hoàn thành nó vào cuối năm 2017. Cô kết luận rằng đường sắt là một dự án khả thi và dự án đó đáng để theo đuổi.Nghiên cứu khuyến nghị xây dựng đường ray để đạt tốc độ tối đa 150 km/h. Dự kiến chi phí xây dựng là 5,062 tỷ đô la, trong đó chi phí của phần Việt Nam sẽ lên tới 1,5 tỷ đô la, do ngân sách nhà nước của Việt Nam chịu. Hàn Quốc đề xuất một Quan hệ đối tác công - tư (PPP) để thực hiện dự án. Ngay cả trước khi nghiên cứu khả thi được hoàn thành, vào tháng 4 năm 2017, chính phủ Lào và Việt Nam đã ký một lá thư về ý định xây dựng tuyến đường sắt. Hành động diễn ra trong chuyến thăm của Thủ tướng Việt Nam Nguyễn Xuân Phúc tới Lào. Tài chính của tuyến đường sắt vẫn chưa rõ ràng. Đây là một phần của thỏa thuận khung năm 2030 giữa hai quốc gia, bao gồm việc xây dựng đường cao tốc Viêng Chăn - Hà Nội. Đường cao tốc này được cho là để kết nối thủ đô của cả hai nước.
Đường sắt Lào-Việt Nam là một phần trong dự án của Chính phủ Lào có kế hoạch xây dựng sáu tuyến đường sắt mới để cung cấp cho các quốc gia không giáp biển tiếp cận tốt hơn với thương mại thế giới. Đặc biệt, các liên kết tốt hơn sẽ được thiết lập với các quốc gia thành viên của Hiệp hội các quốc gia Đông Nam Á (ASEAN). 

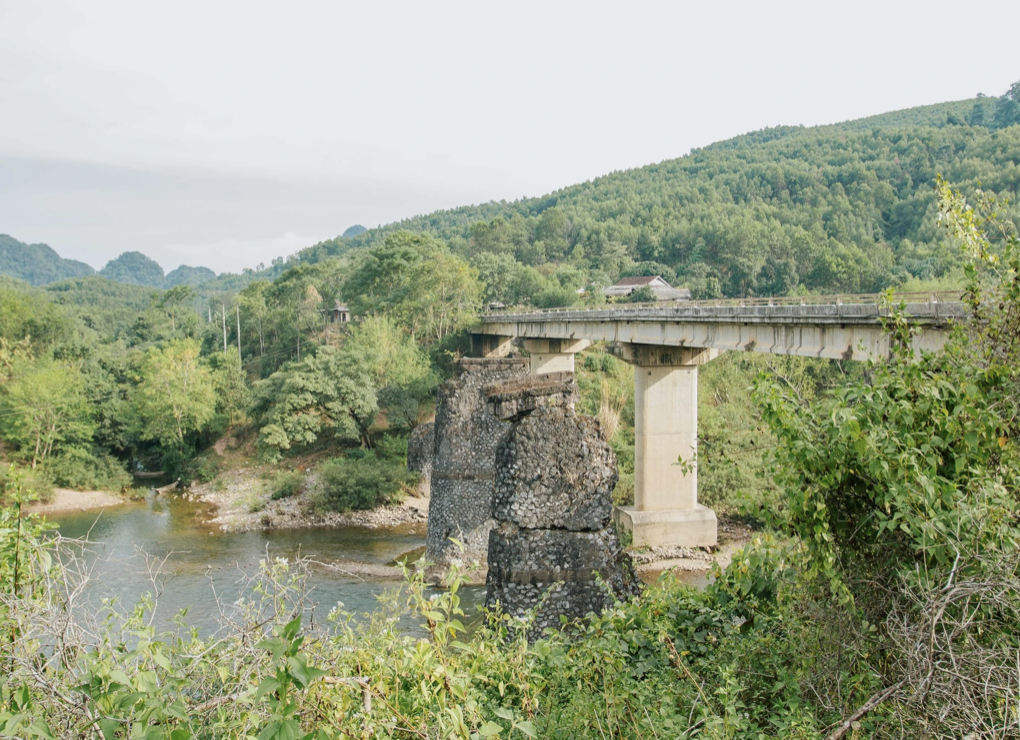
The remains of Tan Ap - Thakhek railway